# 밀양 표충사 목조관음보살좌상
밀양 표충사 목조관음보살좌상(密陽 表忠寺 木造觀音菩薩坐像)은 대한민국 경상남도 밀양시 단장면 구천리, 표충사에 있는 불상이다. 
2008년 1월 10일 경상남도의 유형문화재 제460호 표충사 목조관음보살좌상으로 지정되었다가, 2018년 12월 20일 현재의 명칭으로 변경되었다.

## 개요
본 작품은 현재 박물관 입구 정면에 있는 단독 유리 진열장내에 8각 목조대좌 위에 봉안되어 있다. 도금 후 오래서인지 가슴 위의 도금은 전체적으로 아주 미세한 갈라짐이 생겨 있고, 발목아래의 군의, 무릎 등에도 도금이 박락되어 있는 것이 군데군데 확인된다. 또한 오른쪽 발목에서 아래로 목재의 균열이 있다. 오른쪽 손의 검지, 중지, 무명지와 왼쪽 손의 무명지는 파손되어 접합·수리되었다. 손목을 끼우는 안쪽으로 한지를 씌어 손목이 헐거워 빠지는 것을 방지하였으며, 보관을 씌운 후 헐거운 빈 공간에도 한지를 가늘게 말아 고정해 세세한부분까지 정성을 기울였음이 엿보인다.
불상의 복장공은 뒷면 등 가운데에 가로 11cm, 세로 12cm 정도의 복장공이 확인되었으며, 불상저부좌대 가운데에도 원형의 복장공이 마련되어 있었다. 불상밑면좌대의 가장 자리는 일정한 간격으로 돌아가며 철심으로 고정되었으며, 원형 복장공도 철심으로 고정되어 있다.

## 참고 문헌
- 밀양 표충사 목조관음보살좌상 - 국가유산청 국가유산포털